# JAM Project
I JAM Project (ジャム・プロジェクト?) sono un gruppo musicale giapponese, fondato nel 2002 da Ichirō Mizuki. Il gruppo è composto da cantanti noti per aver cantato molte sigle di anime e temi musicali per videogiochi e tokusatsu. L'acronimo JAM sta per Japan Animationsong Makers.

## Carriera
All'inizio degli anni novanta, in seguito al successo del videogioco Super Robot Taisen, Mitsuko Horie, Hironobu Kageyama e Ichirō Mizuki pubblicarono una compilation intitolata Robonation, contenente cover di sigle di varie serie anime aventi per protagonisti i robot. Nel 1997 i quattro cantanti tennero un concerto che riscosse un grande successo di pubblico. L'anno seguente uscì una seconda compilation, quindi al gruppo si unirono altri famosi cantanti, come Isao Sasaki.
Nel 2000 il gruppo debuttò con il nome JAM Project, incidendo il singolo kaze ni nare, mentre nel 2002 uscì il primo album, intitolato BEST Project ～JAM Project Best Collection～.
Nel 2008 il gruppo ha realizzato il suo primo tour mondiale, intitolato JAM Project WORLD FLIGHT 2008.
Nel 2014 hanno inciso la canzone The Hero!!, sigla d'apertura dell'anime One-Punch Man.

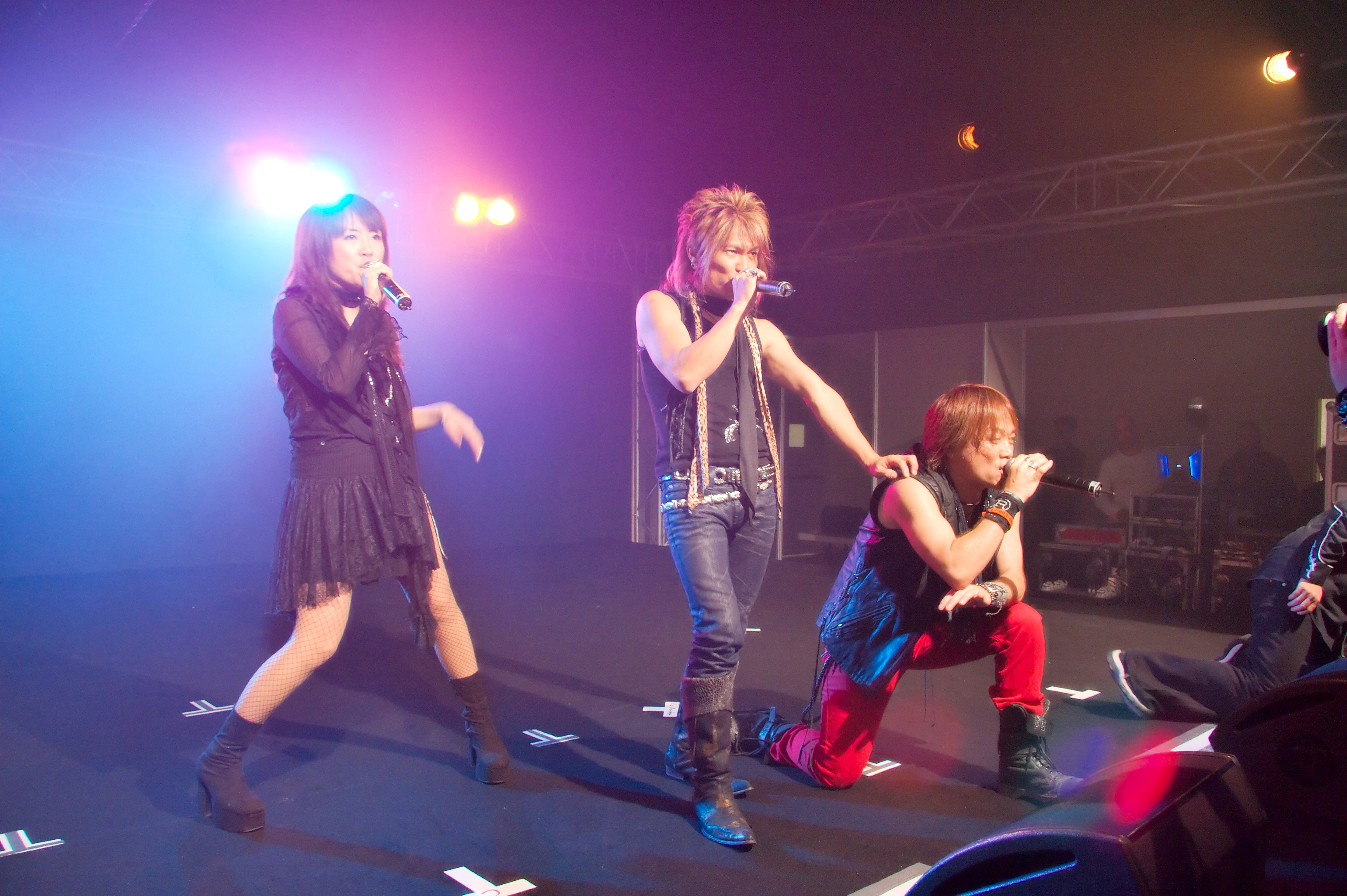
I JAM Project in concerto al Japan Expo 2008

## Formazione

### Membri regolari
- Hironobu Kageyama  (影山 ヒロノブ?, Kageyama Hironobu) (fondatore)
- Masaaki Endō  (遠藤 正明?, Endō Masaaki) (fondatore)
- Hiroshi Kitadani  (きただにひろし?, Kitadani Hiroshi) (dal giugno 2002)
- Masami Okui  (奥井 雅美?, Okui Masami) (dal marzo 2003)
- Yoshiki Fukuyama  (福山 芳樹?, Fukuyama Yoshiki) (dal marzo 2003)

### Membri semi-regolari
- Ichirō Mizuki  (水木 一郎?, Mizuki Ichirō)
- Ricardo Cruz
- Rica Matsumoto  (松本 梨香?, Matsumoto Rika)

### Ex componenti
- Eizo Sakamoto  (坂本 英三?, Sakamoto Eizō)

## Discografia

### Album
- BEST Project ～JAM Project Best Collection～ (2002)
- JAM First Process (2002)
- Freedom JAM Project Best Collection II (2003)
- JAM Project Best Collection III - JAM-ISM (2004)
- JAM Project Best Collection IV - Olympia (2006)
- JAM Project Best Collection V - Big Bang (2007)
- JAM Project Best Collection VI - Get Over The Border! (2008)
- JAM Project Best Collection VII - Seventh Explosion (2009)
- MAXIMER - Decade of Evolution (2010)
- JAM Project Symphonic Album Victoria Cross (2011)